# Roman Tmetuchl
Roman Tmetuchl (11 febbraio 1926 – 1º luglio 1999) è stato un imprenditore e politico palauano.

## Biografia
Nacque nel 1926 nel clan Eloklsumech di Airai, nella Palau controllata dai giapponesi, nel cui periodo visse a Koror. Lavorò inizialmente come custode e come ragazzo dei giornali. Fu anche un velocista e saltatore, tanto che secondo William Vitarelli era considerato l'uomo più veloce di Palau e Guam nel 1949. Più tardi nella sua vita avrebbe allenato squadre e sponsorizzato gli atleti di Palau ai Giochi della Micronesia del 1969.
Durante la seconda guerra mondiale si unì al Kempeitai, la polizia segreta giapponese. Dopo il conflitto mondiale divenne leader del Partito Liberale di Palau. Lavorò nel Congresso del territorio fiduciario delle isole del Pacifico dal 1964 al 1978 e sostenne l'indipendenza di Palau dal resto della Micronesia. Divenne governatore di Airai e si candidò per tre volte alle elezioni presidenziali di Palau, senza tuttavia essere eletto. In qualità di imprenditore, Tmetuchl guidò vari progetti nel suo paese, tra i quali quello per l'aeroporto internazionale (che venne successivamente ribattezzato in suo onore) e quello per una clinica gestita dagli Avventisti del settimo giorno.
Contrasse un cancro al pancreas nel gennaio 1999. La sua salute peggiorò gradualmente nei mesi successivi e morì il 1º luglio del medesimo anno. Il presidente di Palau Kuniwo Nakamura proclamò lo stato di lutto nazionale.
L'11 aprile 2006, i senatori di Palauan Reklai, Koshiba, Seid, Diaz e Dengokl proposero di dedicargli l'Aeroporto Internazionale di Palau. Il 4 maggio 2006 il senato approvò il cambio di nome "visti i numerosi anni durante i quali il signor Tmetuchl ha fornito preziosi servizi alla Repubblica, e per il supporto che ha dato allo sviluppo dell'aeroporto".